# Soziale Position
Eine Soziale Position ist – in einer Analogie zu relativen räumlichen Anordnungen – der jeweilige Ort einer Person in einem Geflecht sozialer Beziehungen und mit relativem Bezug auf die Positionen anderer Personen. Absolute soziale Positionen sind, anders als in juristischen oder politischen Geflechten, nicht bestimmt.

## Beschreibung
Soziale Positionen können mit unterschiedlichen materiellen (Einkommen, Vermögen) wie immateriellen (Macht, Einfluss, Bildung, Prestige, Aussehen) Ressourcen verbunden sein. Wird eine soziale Position durch die ihr zur Verfügung stehenden Ressourcen definiert und anhand dieser Ressourcen gesellschaftlich bewertet, so spricht man vom Sozialen Status einer Person. Status (Plural) als gesellschaftlich bewertete Positionen bilden die Grundlage für Untersuchungen zur sozialen Schichtung; häufig wird dabei unterschieden nach Einkommensstatus, Bildungsstatus etc.
In Rollentheorien ist die jeweilige Soziale Position mit bestimmten sozialen Rollen, d. h. mit Aufgaben, Funktionen und Erwartungen verbunden und wird durch diese definiert. Soziale Rollen sind unabhängig vom tatsächlichen Handeln eines Rolleninhabers. Stimmt das tatsächliche Handeln mit den an die Position geknüpften Erwartungen überein, so spricht man von Rollenhandlungen.
Früher war ein von der oben dargestellten Unterscheidung zwischen Position und Status abweichender Sprachgebrauch verbreitet. Er ist in der Rollentheorie des amerikanischen Kulturanthropologen Ralph Linton und in der Systemtheorie des amerikanischen Soziologen Talcott Parsons zu finden, der sich dabei an Linton anlehnt. Position und Status werden hier synonym verwendet:

„The Role, he holds, is status translated into action, the role beeing the ‘processual aspect’ of status, as status is the ‘positional aspect’ of the role.“

Frei übersetzt:

„Die Rolle ist der in Handlung übersetzte Status; dabei ist die Rolle der prozeßhafte (oder dynamische) Aspekt des Status, und der Status ist der positionsartige (oder statische) Aspekt der Rolle.“